# Catalina del Real
María Catalina del Real Mihovilovic (Santiago, 7 de noviembre de 1968) es una ingeniero comercial y política chilena, militante del Partido Republicano Fue concejal por la comuna de Quilicura por el periodo 2004 a 2008 y luego por la comuna de Vitacura entre 2008 y 2012 y miembro de Renovación Nacional, donde ejerció como vicepresidenta de la colectividad. Actualmente se desempeña como diputada por el Distrito 11 de la Región Metropolitana.

## Biografía
Hija de Juan Eugenio del Real Armas, dueño de la Notaria del Real ubicada en Santiago y Carmen Mihovilovic Ruiz. Además es hermana de 
Maximiliano y Rodolfo del Real Mihovilovic, concejales por las comunas de Vitacura y La Reina, respectivamente.
Es divorciada y madre de dos hijos.
Cursó su enseñanza media en el Santiago College. y realizó sus estudios superiores en la Facultad de Economía y Negocios de la Universidad de Chile donde se tituló como Ingeniera Comercial.

## Trayectoria profesional
Entre abril y septiembre de 2012, ejerció como consultora para el Programa de las Naciones Unidas para el Desarrollo (PNUD). Posteriormente, entre 2014 y 2017, se desempeñó como gerente de Administración y Finanzas en la Notaría del Real.

## Carrera política
Militante del partido Renovación Nacional (RN). Fue concejal de la comuna de Quilicura entre 2004 y 2008, al mismo tiempo se desempeñó como jefa de Gabinete del alcalde Gustavo Hasbún Selume, en la Municipalidad de Estación Central. A fines de 2008 es electa concejala de Vitacura para el período 2008-2012.
Entre 2010 y 2014 se desempeñó como administradora regional del Gobierno Regional Metropolitano (GORE). Para las elecciones municipales de 2012, fue candidata a alcaldesa de la comuna de La Reina. Un año más tarde, en las elecciones parlamentarias de 2013, se presenta como candidata a diputada, en representación del Distrito N.° 24, que es integrado por las comunas de La Reina y Peñalolén. No resultando electa.
Entre los años 2010 y 2014 integró la directiva nacional de RN ocupando el cargo de vicepresidenta. 
En las elecciones parlamentarias de 2017 se presenta como candidata a diputada, por el 11° Distrito, Las Condes, Vitacura, Lo Barnechea, La Reina y Peñalolén, para el periodo 2018-2022. Resultando electa, en representación del Partido Renovación Nacional y en el pacto Chile Vamos con 43 499 votos, un 11,55% del total de sufragios válidamente emitidos.
Es integrante de las comisiones permanentes de Relaciones Exteriores, Asuntos Interparlamentarios e Integración Latinoamericana; y Desarrollo Social, Superación de la Pobreza y Planificación.
Forma parte del Comité Parlamentario del Partido Republicano.

## Historial electoral

### Elecciones municipales de 2004
- Elecciones municipales de 2004, para el Concejo Municipal de Quilicura [3]

### Elecciones municipales de 2008
- Elecciones municipales de 2008, para el Concejo Municipal de Vitacura [4]

### Elecciones municipales de 2012
- Elecciones municipales de 2012, para la alcaldía de la comuna de La Reina[7]

### Elecciones parlamentarias de 2013
- Elecciones parlamentarias de 2013, a Diputado por el distrito nº24 (La Reina y Peñalolén)[5]

### Elecciones parlamentarias de 2017
- Elecciones parlamentarias de 2017, para Diputado por el distrito 11 (La Reina, Las Condes, Lo Barnechea, Peñalolén y Vitacura)[6]

### Elecciones parlamentarias de 2021
- Elecciones parlamentarias de 2021, a Diputado por el distrito 11 (La Reina, Las Condes, Lo Barnechea, Peñalolén y Vitacura)[8]